# خوزه مارتینز
خوزه مارتینز سانچز (پیری) (به اسپانیایی: José Martínez Sánchez (Pirri)) بازیکن فوتبال اهل اسپانیا است که از سال ۱۹۶۶ تا ۱۹۷۸ میلادی عضو تیم ملی فوتبال اسپانیا بوده و در ۴۱ بازی ملی حضور داشته‌است. او در بازی‌های ملی‌اش ۱۶ گل به ثمر رساند.